# Friedrich Christian Gregor Wernekinck
Friedrich Christian Gregor Wernekinck (* 13. März 1797 oder 1798 in Münster; † 23. März 1835) war ein deutscher Mediziner und Naturwissenschaftler.
Friedrich Christian Gregor Wernekinck war der einzige Sohn des Münsteraner Arztes und Botanikers Franz Wernekinck.
Er wurde am 26. Mai 1825 außerordentlicher, dann am 22. September 1826 ordentlicher Professor in der philosophischen Fakultät der Universität Gießen; er lehrte Neurologie, Anatomie und Mineralogie. 